# Gérard Séty
Gérard Séty (nombre de nacimiento, Gérard Plouviez) fue un actor, parodista y artista de music-hall nacido el 13 de diciembre de 1922 en París y fallecido el 1 de febrero de 1998 en Maisons-Laffitte.

## Biografía
Tras haber comenzado muy joven a imitar a las vedettes en los cabarets o establecimientos parisinos como La Tête de l'art, la Villa d'Este, el Don Camillo, el Milliardaire o el Caveau de la République, creó un número de music-hall — de transformismo y de disfraz — que se ha realizado, durante medio siglo, en todos los continentes, también en Las Vegas como en las  Antillas o en el paquebote France.
Reconocido como excepcional entre los profesionales del espectáculo y muy apreciado por el público, este número consistía en practicar el arte de « dar la vuelta a su vestido » y de confeccionar, en un momento, docenas de personajes  históricos o insólitos y algunos animales.
En Bobino como en el Olympia o en el Folies Bergère, este perfeccionista del disfraz fue así la "vedette américaine" de Marlène Dietrich, Joséphine Baker, Georges Brassens, Juliette Gréco, Johnny Halliday, Jacques Brel, Jean Ferrat o Mireille Mathieu.
En el teatro, Gérard Séty realizó también carrera como comediante. A destacar en Tchao de Marc-Gilbert Sauvageon, Les poissons rouges de Jean Anouilh o La Folle de Chaillot de Jean Giraudoux y en espectáculos a veces presentados en el programa de televisión "Au théâtre ce soir". 
En el cine, trabajó como actor en una veintena de películas, de las que destacan La Tentation de Barbizon de Jean Stelli en 1945, Rojo y negro de Claude Autant-Lara en 1954, Les Espions de Henri-Georges Clouzot en 1957 o La guerre est finie de Alain Resnais en 1966. Pero sus apariciones más recientes fueron tal vez las más destacables, ya que actúa en  Van Gogh de Maurice Pialat en 1991 y Les Visiteurs de Jean-Marie Poiré en 1993.

## Filmografía
- 1945: Patrie de Louis Daquin.
- 1945: Nuits d'alerte de Léon Mathot.
- 1945: La Tentation de Barbizon de Jean Stelli.
- 1946: Nuits de Paris de Jean Bastia – cortometraje, participación-
- 1947: Les aventures des Pieds-Nickelés de Marcel Aboulker.
- 1949: Mission à Tanger de André Hunebelle.
- 1949: Menace de mort de Raymond Leboursier.
- 1949: Le trésor des Pieds-Nickelés de Marcel Aboulker.
- 1951: Nuits de Paris de Ralph Baum.
- 1953: Un acte d'amour - (Act of love) de Anatol Litvak.
- 1953: Le Chasseur de chez Maxim's de Henri Diamant-Berger.
- 1954: Pas de souris dans le bizness de Henri Lepage
- 1954: Rojo y negro de Claude Autant-Lara.
- 1954: El amante de Lady Chatterley (película) de Marc Allégret.
- 1955: Rencontre à Paris de Georges Lampin.
- 1956: Miss catastrophe de Dimitri Kirsanoff.
- 1957: Les Espions de Henri-Georges Clouzot.
- 1957: Maigret tend un piège de Jean Delannoy.
- 1958: Montparnasse 19 de Jacques Becker.
- 1959: Le travail, c'est la liberté de Louis Grospierre.
- 1960: Les Pique-assiette de Jean Girault.
- 1960: De fil en aiguille (TV) de Lazare Iglesis.
- 1961: Cadavres en vacances de Jacqueline Audry.
- 1961: Los Titanes (película) de Duccio Tessari.
- 1961: Seul... À corps perdu de Raymond Bailly y Jean Maley.
- 1964: Aimez-vous les femmes ? de Jean Léon.
- 1966: La guerre est finie de Alain Resnais.
- 1968: Catherine, il suffit d'un amour de Bernard Borderie.
- 1970: La Brigade des maléfices (El fantasma del H.L.M.) (TV)
- 1970: Au théâtre ce soir : Les Croûlants se portent bien, puesta en escena de Robert Manuel, dirigida para televisión por Pierre Sabbagh.
- 1974: Il faut vivre dangereusement de Claude Makovski.
- 1978: Deux fois par an (TV).
- 1978: L'Argent des autres de Christian de Chalonge.
- 1979: Les Chiens de Alain Jessua.
- 1980: Les Filles du régiment de Bernard Aubert.
- 1980: La Puce et le Privé de Roger Kay.
- 1991: Van Gogh de Maurice Pialat.
- 1992: Los visitantes de Jean-Marie Poiré.
- 1993: Le Bâtard (TV) de Pierre Boutron.
- 1993: Fanfan de Alexandre Jardin.
- 1994: Délit mineur de Francis Girod.
- 1995: La maline de Bruno Herbulot.
- 1995: La Mère de Caroline Bottaro (cortometraje).
- 1995: Sixième classique (TV) de Bernard Stora.
- 1995: Les chats ne font pas les chiens (TV) de Ariel Zeitoun.
- 1996: J'ai rendez-vous avec vous (TV) de Laurent Heynemann.
- 1999: Le Refuge (TV) de Alain Schwarzstein.

## Teatro
- 1950: Ami-Ami de Pierre Barillet y [Jean-Pierre Grédy]], puesta en escena Jean Wall, con Maria Mauban, Odile Versois, Jacques Dacqmine, Teatro Daunou.
- 1954: L'Homme qui était venu pour diner de George Kaufman & Moss. Hart, puesta en escena Fernand Ledoux, Teatro Antoine.
- 1955: La lune est bleue de Hugh Herbert, puesta en escena Jacques Charon, Teatro Michel.
- 1959: Mascarin de José-André Lacour, puesta en escena Jean Négroni, Teatro Fontaine.
- 1963: Caroline a disparu de André Haguet y Jean Valmy, puesta en escena Jacques-Henri Duval, Teatro des Capucines.
- 1969: Tchao de Marc-Gilbert Sauvajon, puesta en escena Jacques-Henri Duval, Teatro Saint-Georges.